# Parasinophasma
Parasinophasma is een geslacht van Phasmatodea uit de familie Diapheromeridae. De wetenschappelijke naam van dit geslacht is voor het eerst geldig gepubliceerd in 2006 door Chen & He.

## Soorten
Het geslacht Parasinophasma omvat de volgende soorten:
- Parasinophasma fanjingshanense Chen & He, 2006
- Parasinophasma guangdongense Chen & He, 2008
- Parasinophasma hainanense Chen & He, 2008
- Parasinophasma henanense (Bi & Wang, 1998)